# Vladimir Viatkine
Vladimir Yurievitch Viatkine (en russe : Владимир Юрьевич Вяткин), né le 29 janvier 1951, est un photographe et photojournaliste russe. Dans le travail photographique, Vladimir Vyatkin préfère tourner des thèmes sociaux, l'art et le sport.

## Biographie
Né à Moscou le 29 janvier 1951. Dans son enfance, il aimait la musique et la peinture. Après avoir obtenu son diplôme d'internat en 1968, Vladimir Vyatkin se rendit à la Novosti Press Agency (APN) en tant qu'assistant en photographie puis en tant qu'apprenti de l'artiste. En 1971-1973, il a servi dans les rangs des forces armées de l'URSS. Après avoir terminé son service militaire, il est retourné travailler à l'APS, où il travaille actuellement comme photographe spécial pour la Direction de l'information photo RAMI RIA Novosti.
En 1981, Vladimir Vyatkin a obtenu son diplôme du département de soirée de la faculté de journalisme de l'Université d'État de Moscou.Il est membre de l'Union des journalistes de l'URSS depuis 1979.
En 1985, l'Organisation internationale des journalistes (IOJ) lui a décerné le statut de «maître international du photojournalisme».
Depuis 2004, Vladimir Vyatkin est un académicien de la Guilde internationale des photographes de médias.

## Galerie

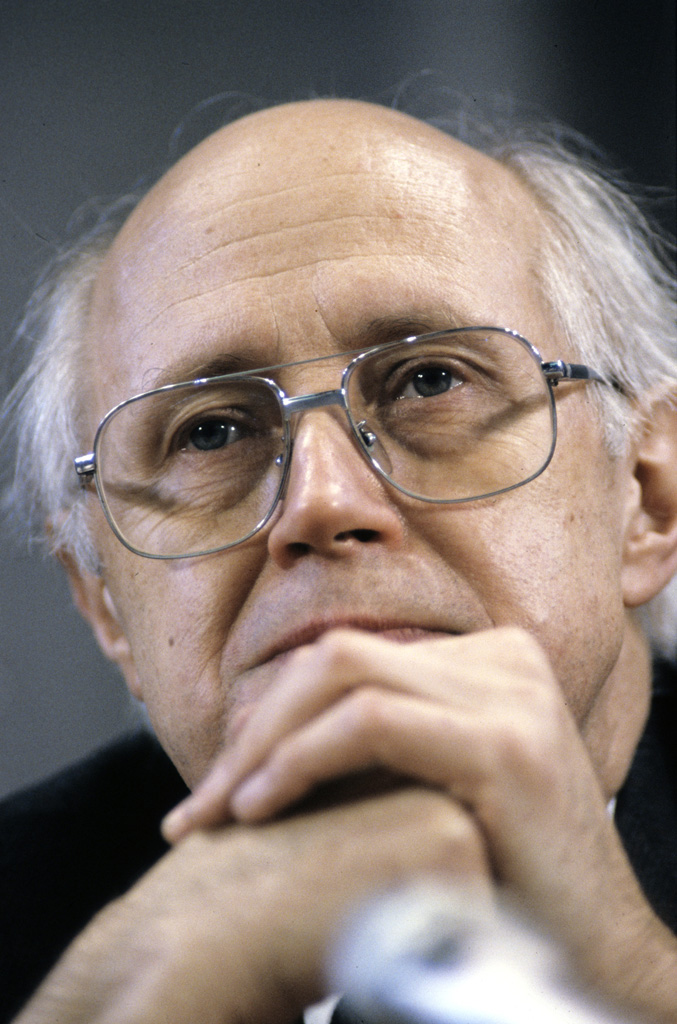
Mstislav Rostropovitch, 1991
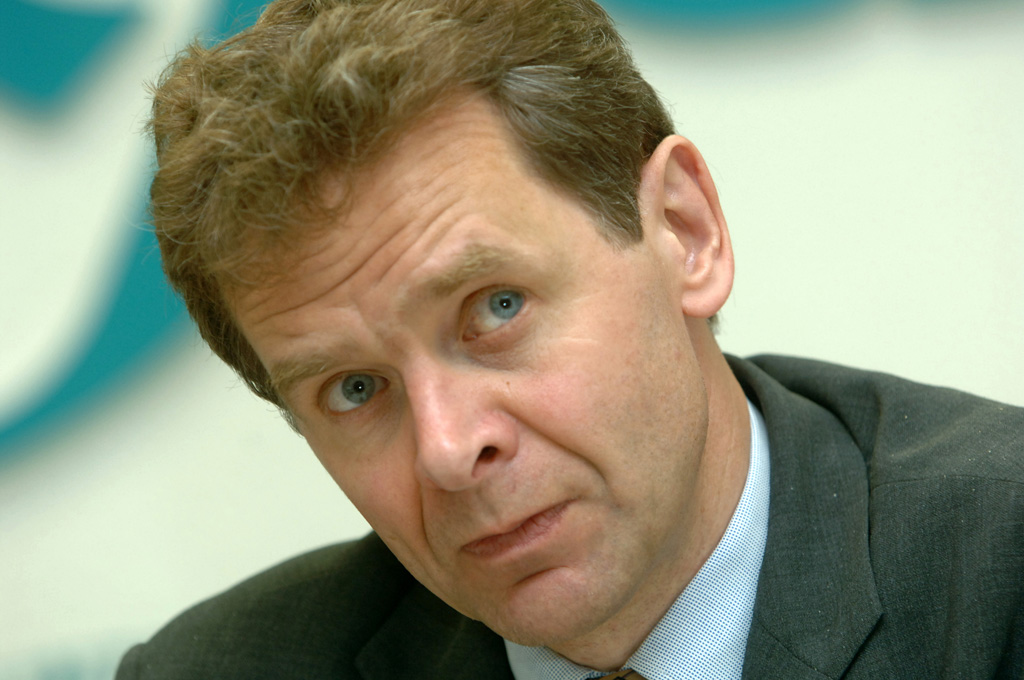
Poul Mathias Thomsen, chef de mission au FMI, 2007.
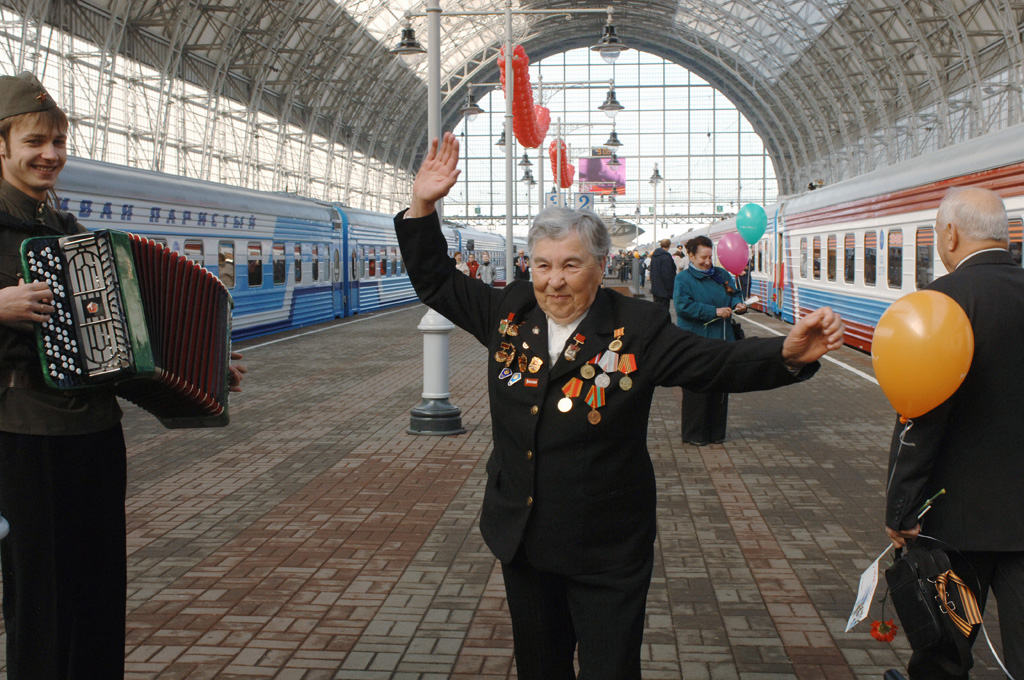
Célébration le 9 mai 2008 à la gare de Kiev du 63e anniversaire de la victoire soviétique à la fin de la Seconde Guerre mondiale en 1945.
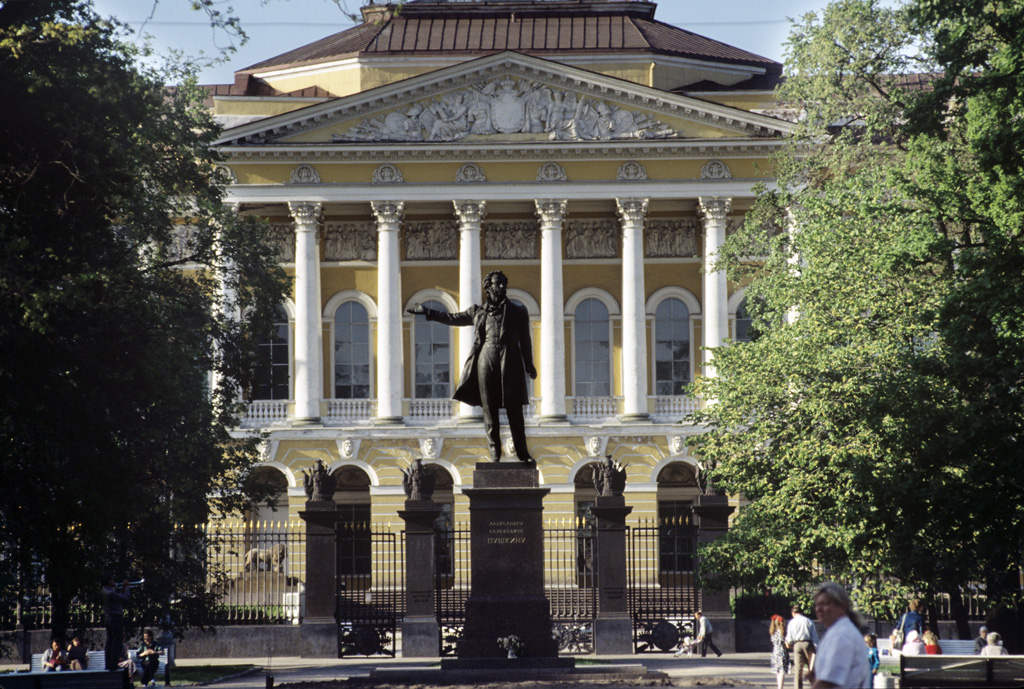
Le Palais Mikhaïlovski à Saint-Pétersbourg, juillet 1993.